# Ponte de Espindo

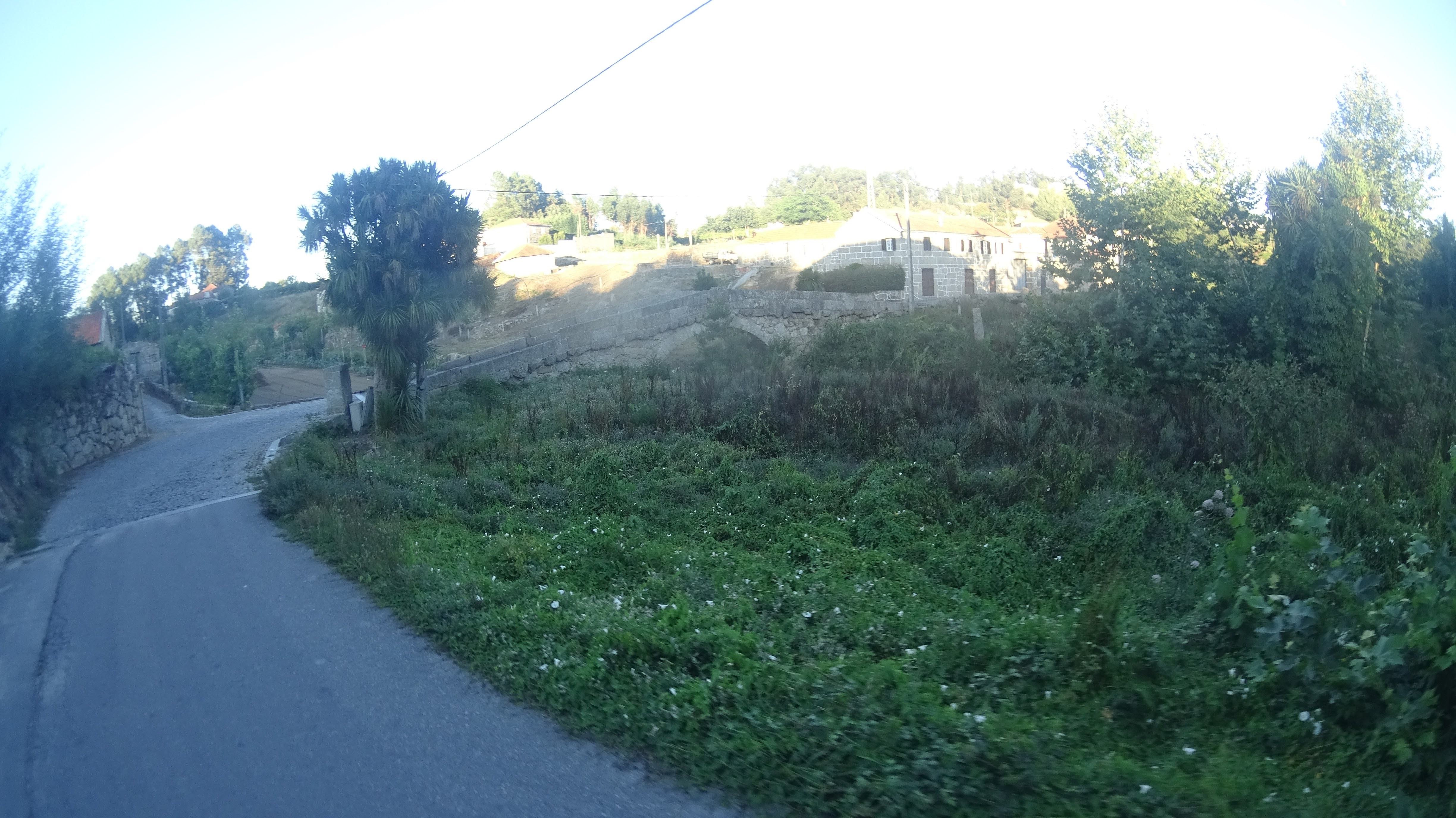
Vista lateral da Ponte

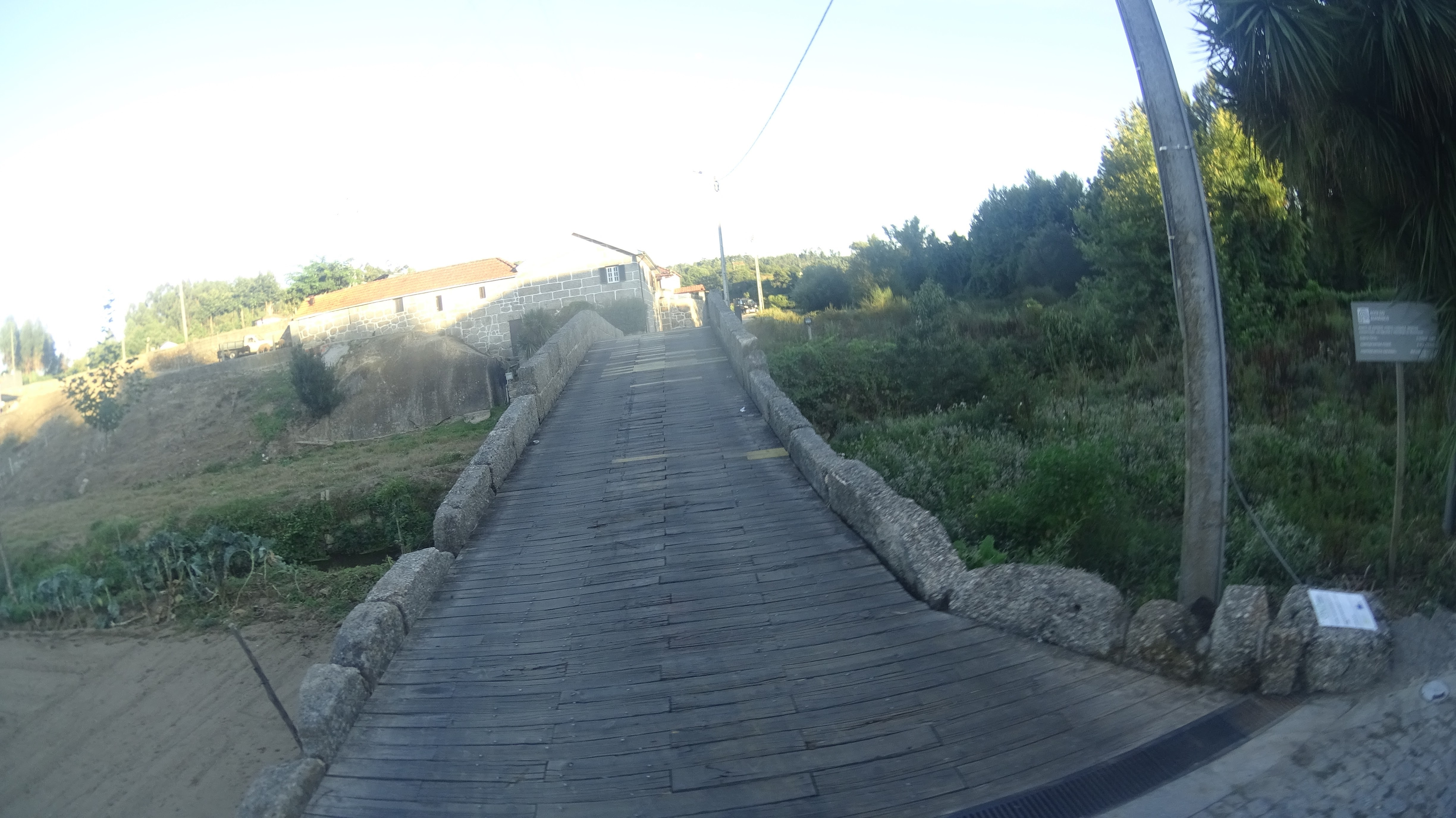
Tabuleiro

A Ponte de Espindo fica situada no Lugar de Espindo, na freguesia de Meinedo, concelho de Lousada,
Ponte medieval de transição, com um tabuleiro em cavalete ou dorso-de-burro que atesta o seu carácter mais gótico que românico. A Ponte de Espindo é constituída por um só arco de volta perfeita apoiado em sólidos pilares que arrancam directamente das margens, apresentando-se o da margem esquerda protegido por um muro ou mouchão, a montante.
Este monumento integra a Rota do Românico do Vale do Sousa.

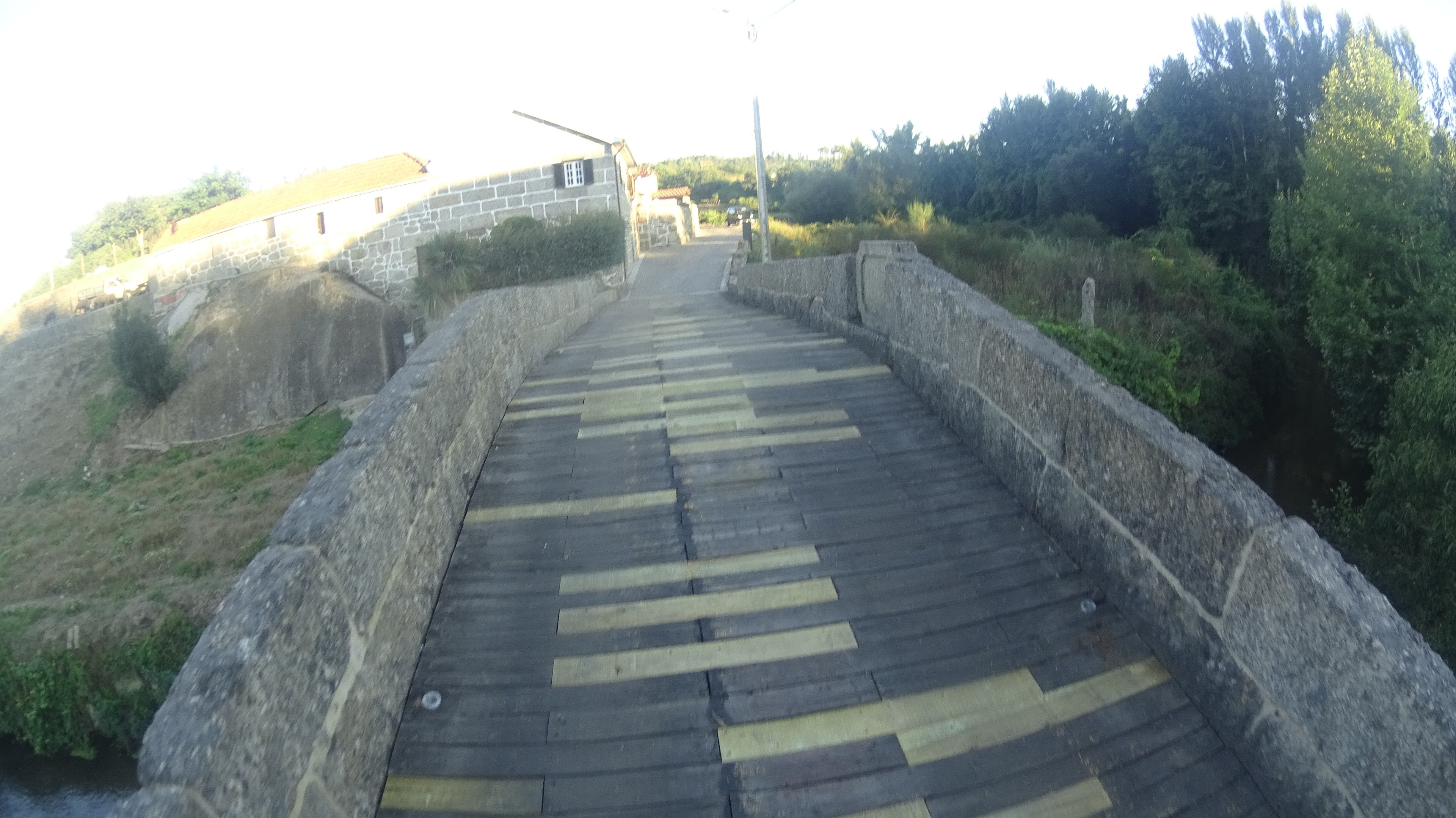
Tabuleiro da Ponte